# Sueoka Ryuji
Ryuji Sueoka (sinh ngày 2 tháng 5 năm 1979) là một cầu thủ bóng đá người Nhật Bản.

## Sự nghiệp câu lạc bộ
Ryuji Sueoka đã từng chơi cho Albirex Niigata và Albirex Niigata Singapore.